# Mountain Park (Oklahoma)
Mountain Park – miasto w Stanach Zjednoczonych, w stanie Oklahoma, w hrabstwie Kiowa.